# ユリアーナ・シャノー
ユリアーナ・シャノー（Juliana Schano, 1981年7月30日 - ）は、日本の元歌手、元女優。獣医となる道を選び、現在は芸能活動などは行っていない。

## 来歴
1981年、オーストリアのウィーンに生まれる。血液型はO型、星座は獅子座。身長167cm。両親はドイツ人と日本人。
1998年にメジャーデビューし、翌年の映画『ガメラ3 邪神〈イリス〉覚醒』の主題歌を担当する。
2009年には木村威夫監督の映画作品『黄金花－秘すれば花、死すれば蝶－』に出演。

## ディスコグラフィ

### シングル
| タイトル               | カップリング                       | 発売日         | 備考                                                        |
| ---------------------- | ---------------------------------- | -------------- | ----------------------------------------------------------- |
| 茜色の想い             | Tender Heart                       | 1998年11月21日 | TVアニメ『よいこ』主題歌                                    |
| ユ・メ Dream On        | 愛・100%                           | 1998年11月21日 | TVアニメ『Only♥You ビバ！キャバクラ』主題歌                 |
| もういちど教えてほしい | Into Your Heart, My Love Will Flow | 1999年2月24日  | 映画『ガメラ3 邪神〈イリス〉覚醒』主題歌                    |
| Blow'in in the Wind    | Wind                               | 1999年10月21日 | ゲーム『ファイアーエムブレム トラキア776』 イメージテーマ曲 |

#### 収録アルバム
| 収録アルバム                                                | 収録曲                                      | 発売日         |
| ----------------------------------------------------------- | ------------------------------------------- | -------------- |
| よいこ TV版オリジナルサウンドトラック                       | 茜色の想い                                  | 1999年2月24日  |
| Only♥You ビバ！キャバクラ TV版オリジナルサウンドトラック    | ユ・メ Dream On                             | 1999年2月24日  |
| ガメラ3 邪神〈イリス〉覚醒 オリジナルサウンドトラック       | もういちど教えてほしい (サントラバージョン) | 1999年2月24日  |
| ファイアーエムブレム トラキア776 オリジナルサウンドトラック | Blow'in in the Wind                         | 1999年10月21日 |
| ファイアーエムブレム トラキア776 オリジナルサウンドトラック | Wind                                        | 1999年10月21日 |

#### カバー
「もういちど教えてほしい」は、平井堅や城南海などのアーティストによってカバー曲が歌われている。詳細は楽曲のページを参照。

## 出演

### 映画
- 黄金花－秘すれば花、死すれば蝶－（2009年、太秦株式会社） - ヒマラヤ聖女 役

### テレビ番組
- おはスタ（1998年、テレビ東京） - 不定期出演（会員番号24番）